# London Stereoscopic and Photographic Company
Společnost London Stereoscopic and Photographic Company vznikla v roce 1854 jako London Stereoscope Company (LSC), od roku 1856 byla známá jako London Stereoscopic Company a od května 1859 jako London Stereoscopic and Photographic Company.
Svoji činnost ukončila v roce 1922.

## Fotografové
Hlavním fotografem společnosti byl William England a mezi další přední autory patřil také Thomas Richard Williams. Edward Pocock 1843–1905 byl umělec, který cestoval pro stejnou společností, aby fotografoval a (dělal) náčrtky zajímavých míst pro publikaci v Anglii. Podle dochovaných zdrojů portrétoval také sira Thomase Whita, primátora Londýna.
Výtisky z fotografií Roberta Howletta byly publikovány po jeho smrti v roce 1859.

## Galerie

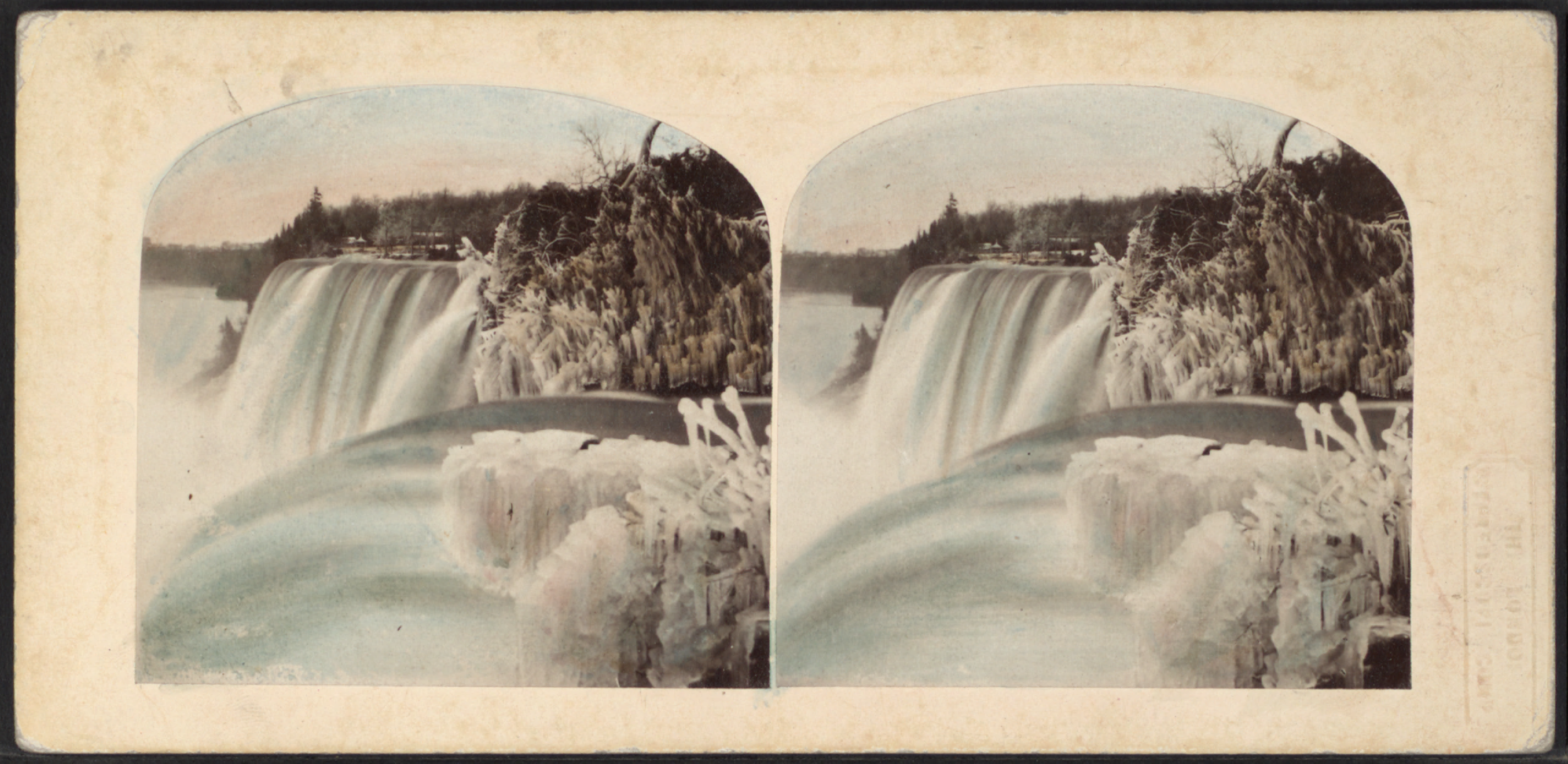
Niagarské vodopády (asi 1858)
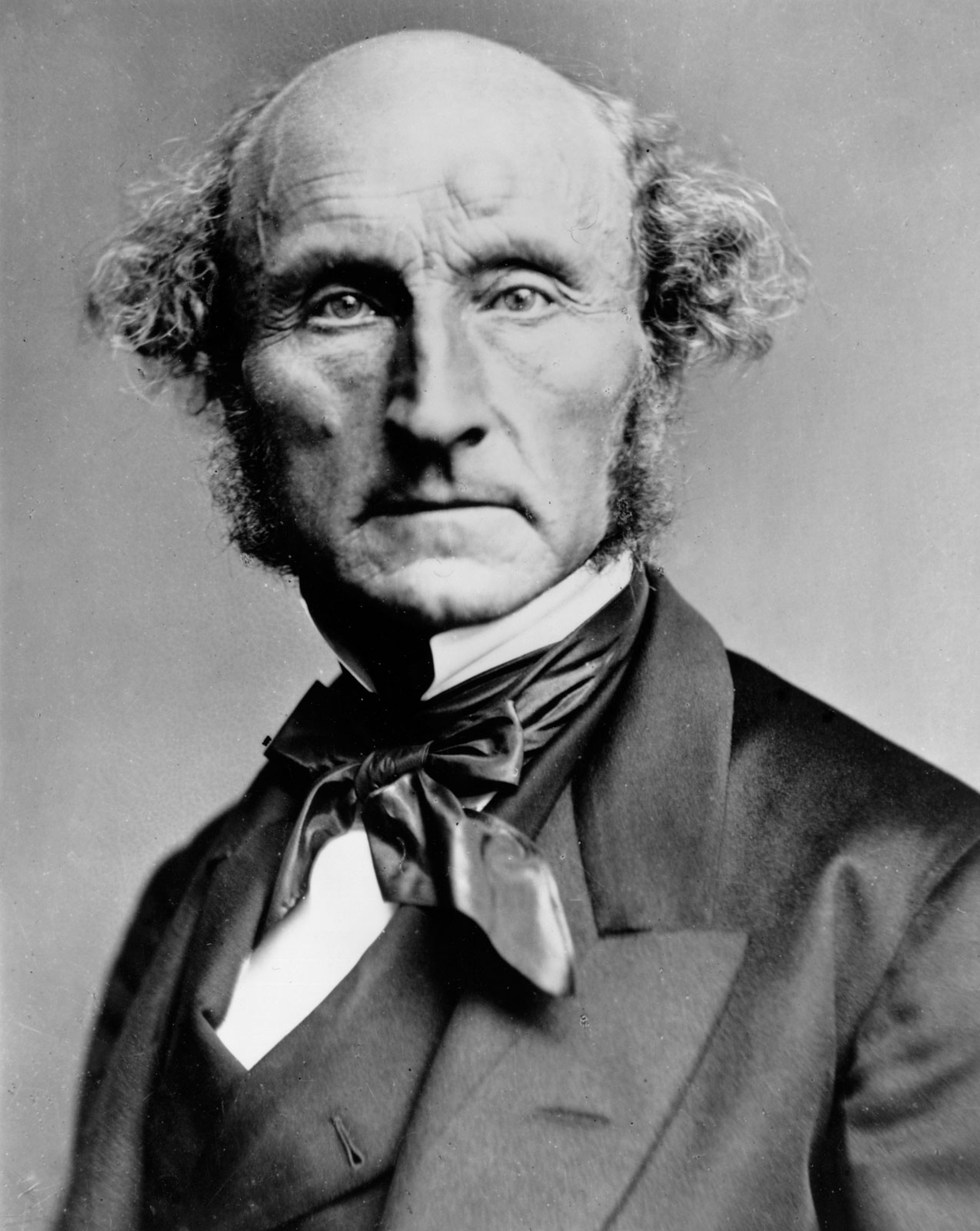
John Stuart Mill (asi 1870)
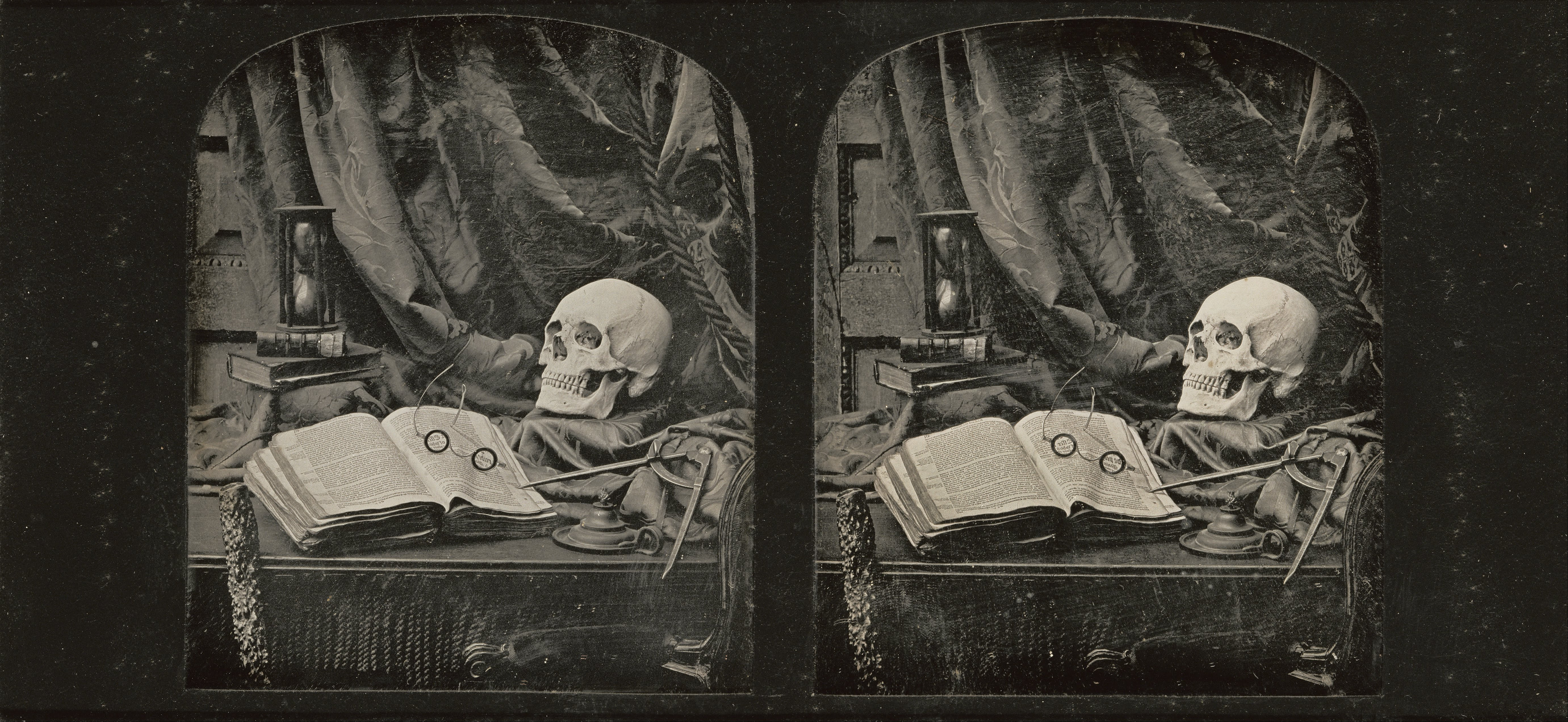
Thomas Richard Williams: The Sands of Time, stereo-daguerrotypie (1850–1852)
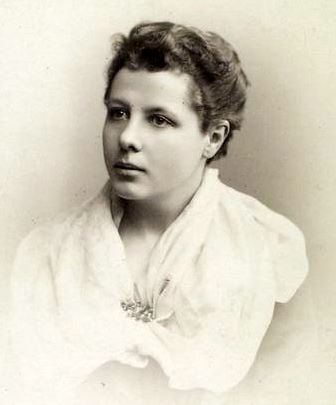
Annie Besant (80. léta 19. století)
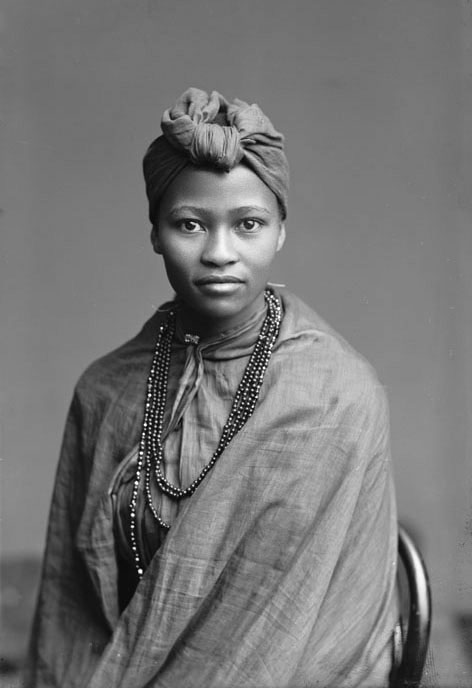
Frances Gqoba z afrického sboru (1891)
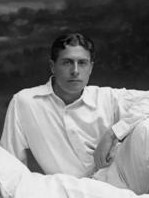
Laurence Doherty (1900)
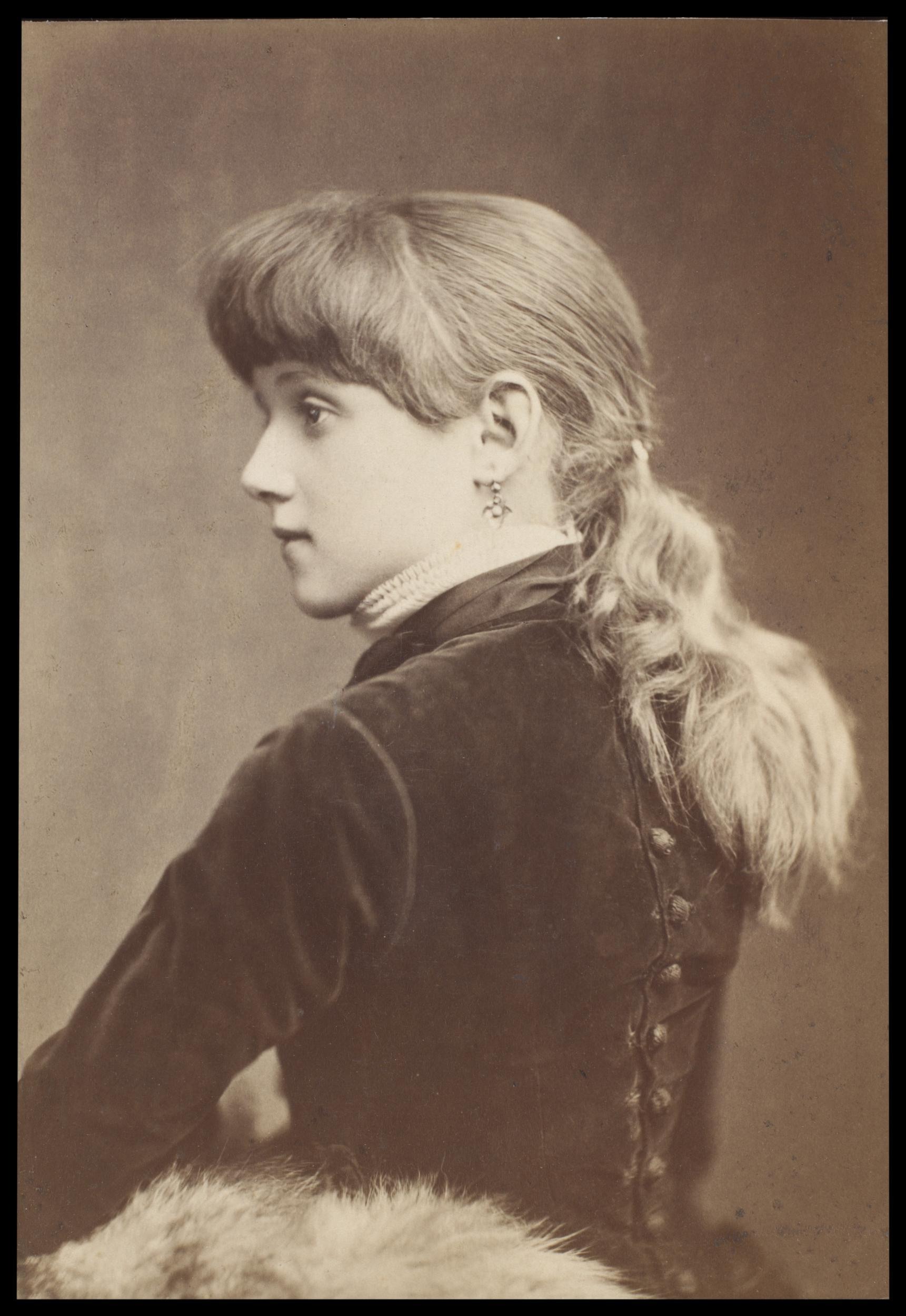
Connie Gilchrist
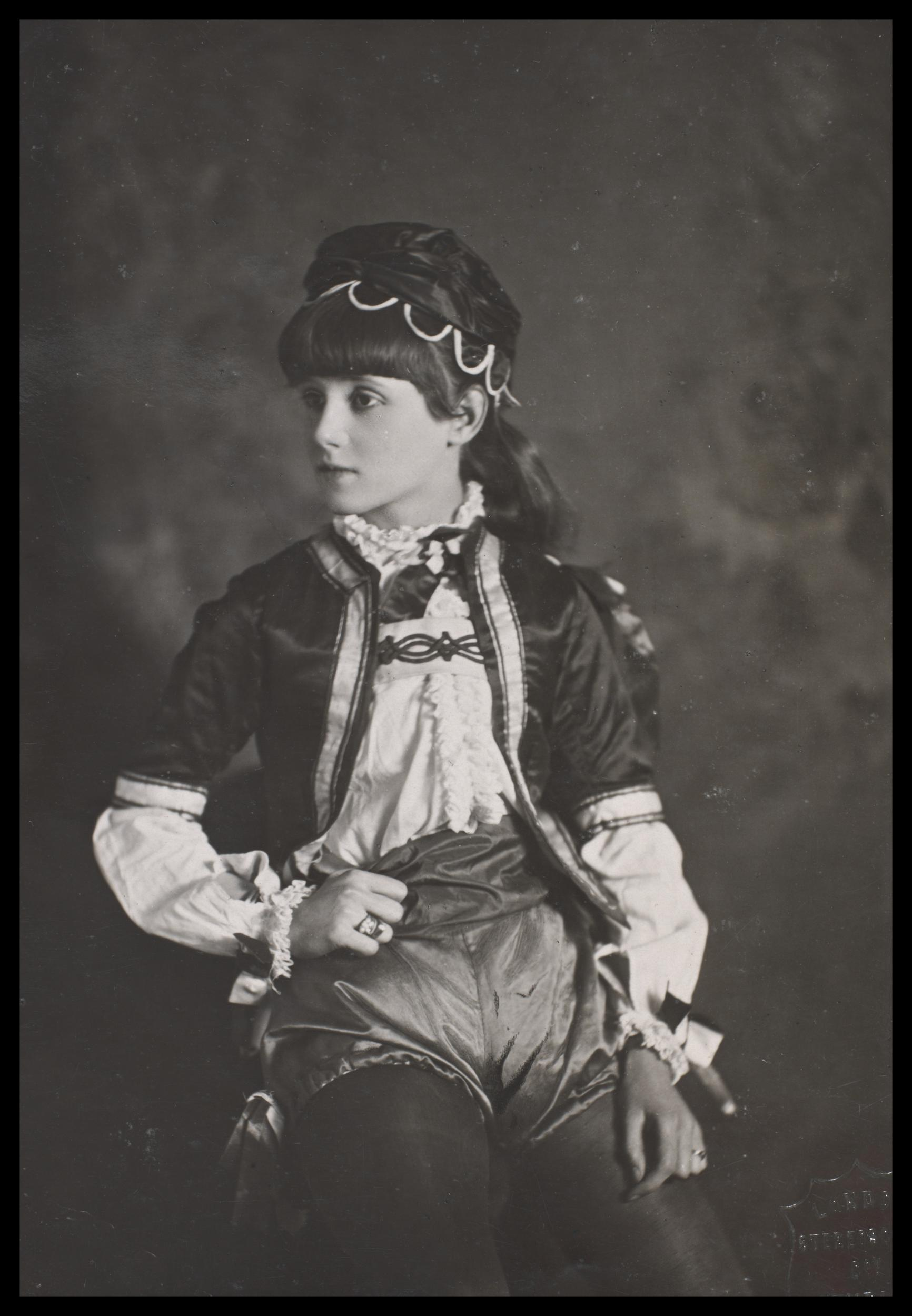
Connie Gilchrist jako chlapec